# Timeless: The All-Time Greatest Hits
Timeless: The All-Time Greatest Hits è una raccolta del gruppo musicale Bee Gees, pubblicato nel 2017.

## Tracce
1. Spicks and Specks – 2:51
2. New York Mining Disaster 1941 – 2:10
3. To Love Somebody – 3:00
4. Massachusetts – 2:22
5. Words – 3:17
6. I've Gotta Get a Message to You – 3:04
7. I Started a Joke – 3:17
8. Lonely Days – 3:47
9. How Can You Mend a Broken Heart – 3:38
10. Jive Talkin' – 3:44
11. Nights on Broadway – 4:33
12. Fanny (Be Tender with My Love) – 4:04
13. You Should Be Dancing – 4:16
14. How Deep Is Your Love – 4:02
15. Stayin' Alive – 4:43
16. Night Fever – 3:32
17. More Than a Woman – 3:17
18. Too Much Heaven – 4:54
19. Tragedy – 5:02
20. Love You Inside Out – 4:10
21. You Win Again – 4:10